# ダウンタック記号
ダウンタック記号 (ダウンタックきごう、down tack) は「⊤」の形をしたアルファベットの T に似た形の数学記号。単にティー (tee) やラテン語で「真」を意味するヴェルム (verum) とも呼ばれる。以下のような意味を持つ:
- 束論における最大元
- 論理学におけるトートロジー（恒真式）
- 型理論におけるトップ型（英語版）

またアルファベットの T の代わりに行列の肩に乗って、転置を表すこともある（例: M⊤, 列ベクトル: (1, 2, 3)⊤）。

## 符号位置
LaTeX では \top を用いる。
| 記号 | Unicode | JIS X 0213 | 文字参照         | 名称      |
| ---- | ------- | ---------- | ---------------- | --------- |
| ⊤    | U+22A4  | -          | &#x22A4; &#8868; | DOWN TACK |